# 2015년 세계 박람회

2015 엑스포 로고

2015년 세계 박람회, 공식 명칭 2015년 밀라노 세계 박람회(이탈리아어: Esposizione Universale Milano 2015)는 2015년 5월 1일부터 10월 31일까지 이탈리아 밀라노에서 열린 세계 박람회이다. 등록 박람회이다. 1906년 이후 109년 만에 밀라노에서 열린 세계 박람회이다.